# Lissotis melanogaster
El sisón ventrinegro común (Lissotis melanogaster) es una especie de ave gruiforme de la familia  Otididae que vive en el África subsahariana. Algunos taxónomos lo sitúan en el género Eupodotis.

## Descripción

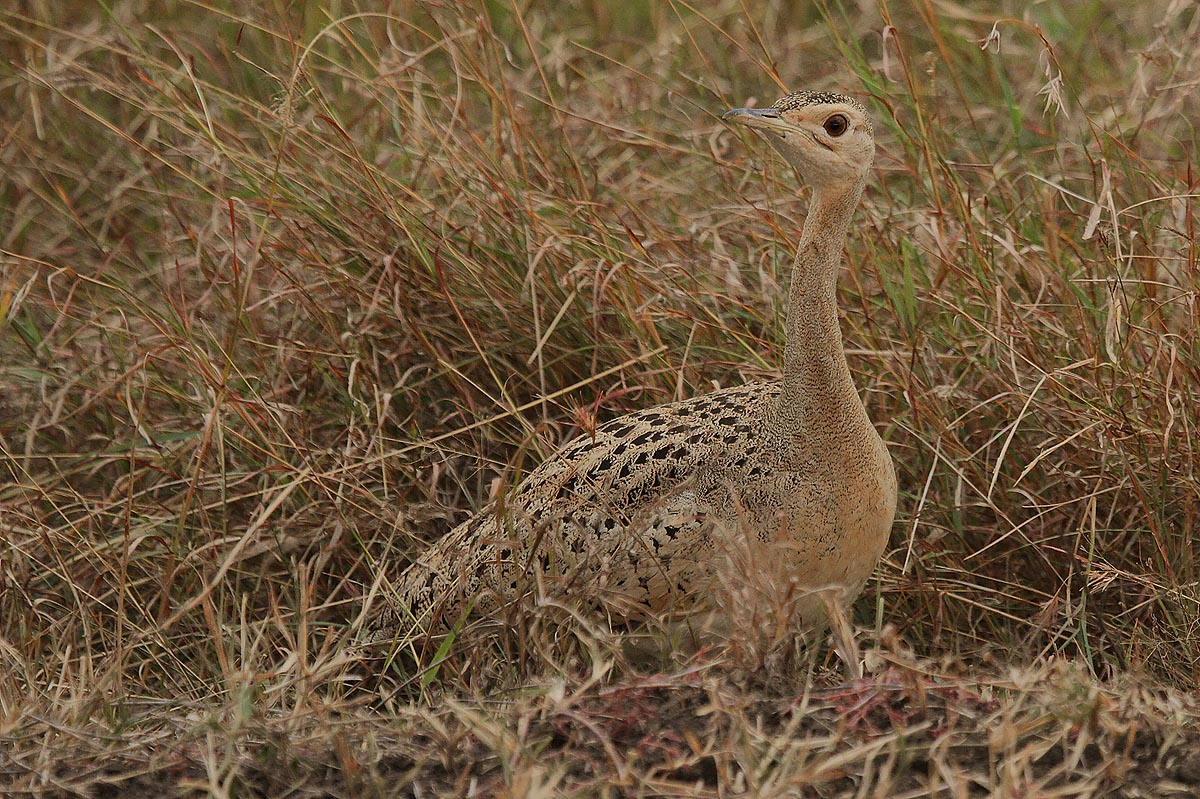
Hembra en Kenia.

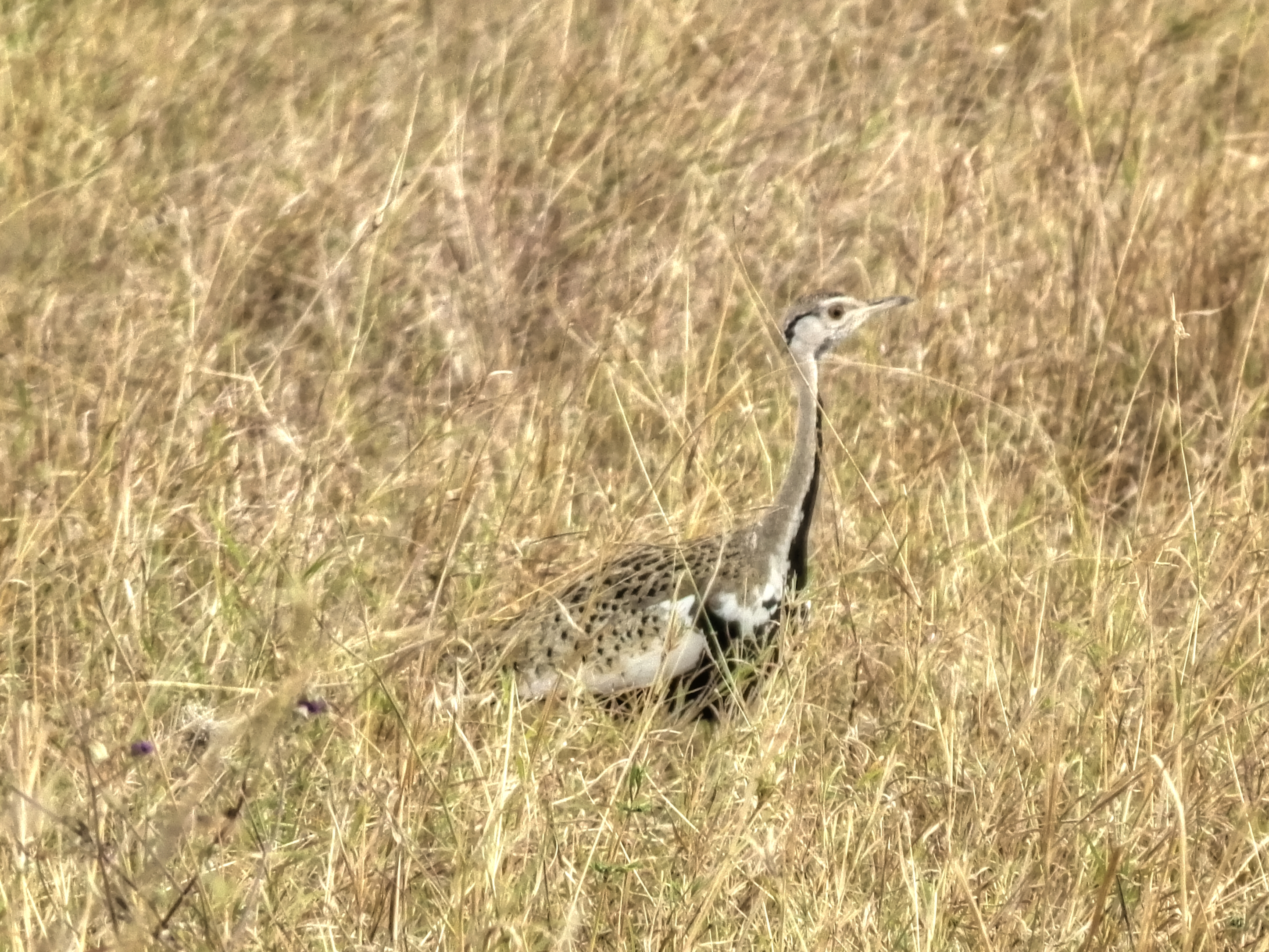
Macho en Tanzania.

El sisón ventrinegro mide entre 58 y 65 cm de largo. El pico y las patas son amarillentos. Las partes inferiores del macho son de color negro y las superiores tienen fondo negro y pardo con vetas ocres y crema. Tienen un cuello largo y estrecho de color ocre con una línea frontal negra que se une con el pecho negro. Las plumas de la cola son ocres con cuatro o cinco listas pardas. Cuando despliega las alas muestras su parte superior blancas con un triángulo pardo moteado. Las plumas de vuelo tienen las puntas negras con excepción de las secundarias exteriores.
Las hembras son de un color ocre con motas oscuras en la espalda y con un patrón de finas vetas en cuello y pecho. Los juveniles son de colores apagados y más oscuros que las hembras, con el píleo gris oscuro y motas crema en las alas. Se diferencia del sisón ventrinegro de Hartlaub por la coloración del cuello y obispillo de ambos sexos, y la barbilla y lorum blanco del macho.

## Distribución y hábitat
Se encuentra ampliamente distribuida por las zonas arbolasdas y herbazales abiertos del África subsahariana. Prefiere lugares con mayor pluviosidad que el sisón ventrinegro de Hartlaub y en muchas aves solo se encuentra tras las lluvias.